# Закон о противодействии противникам Америки посредством санкций
«О противодействии противникам Америки посредством санкций» (CAATSA, Countering America’s Adversaries Through Sanctions Act) — федеральный закон США, налагающий дополнительные санкции на Иран, Северную Корею и Россию. Закон был одобрен 115-м Конгрессом США, 98 голосами против 2 в Сенате США, и подписан 2 августа 2017 года президентом США Дональдом Трампом.

## Принятие
Законопроект был внесен в январе 2017 года группой сенаторов из обеих партий по поводу продолжающегося участия России в войнах на Украине и в Сирии и предполагаемого российского вмешательства в выборы США 2016 года. В отношении России закон расширял ряд санкций, ранее наложенных исполнительными указами президента, и превращал их в закон.
15 июня 2017 года Сенат США проголосовал за принятие закона 98 голосами против 2. В закон были добавлены требования Countering Russian Influence in Europe and Eurasia Act, который сенатор Бен Кардин внёс в мае 2017 года.
Идентичный проект был внесен демократами в Палату представителей США 12 июля 2017 года. Несмотря на отсутствие изменений текста по сравнению с одобренным сенатом 15 июля, он был обозначен как «House legislation». После внесения нескольких исправлений, вызванными замечаниями администрации Дональда Трампа, 25 июля проект был принят в Палате 419 голосами против 3. 27 июля данный проект был принят в Сенате.
Принятие закона ограничивает возможность президента США по единоличной отмене ранее введённых санкций. Отказ от санкций потребует специальной процедуры запроса разрешения у Конгресса и обоснования отмены интересами национальной безопасности США.

## Реализация
26 октября 2017 года Госдеп США представил список из 33 компаний, многие из которых относятся к оборонным, и 6 разведывательных организаций, против которых с 29 января 2019 года будут введены санкции, включающих ограничения на финансирование и инвестиции и ужесточение визовой политики для руководства компаний и контрольным акционерам. Санкции могут быть также наложены на крупных контрагентов компаний и организаций (в случае заключения «существенных сделок»).
15 марта 2018 года Минфин США опубликовал список лиц, подвергнутых санкциям согласно закону.
В соответствии с законом действуют санкции против Ирана и санкции против КНДР.

### Санкции против России
Вводятся санкции против организаций и физических лиц, причастных к кибератакам против США: запрет въезда, заморозка имущества и активов.
В ноябре 2017 года Госдепартамент США передал в Конгресс два доклада: о российских СМИ, «контролируемых или финансируемых» властями РФ, и финансировании влияния на политические процессы и избирательные кампании в разных странах. Тексты докладов не были опубликованы, новые доклады будут подаваться ежегодно.
Закон требует, чтобы глава министерства финансов США, руководитель Службы национальной разведки и госсекретарь ежегодно предоставляли Конгрессу доклад о связанных с Кремлем крупнейших предпринимателях («олигархах»), об их доходах и активах; а также об инвестициях российских государственных и «полугосударственных» структур и организаций в ценные бумаги, недвижимость и активы США.
Первый «кремлёвский доклад» был представлен, как и ожидалось, 29 января 2018 года.
В 2018—2019 годах предусматривалось выделение США 250 млн долларов для специального «Фонда противодействия российскому влиянию» в информационном и политическом пространстве и защиты от кибератак в ряде стран.

### Закон и «Северный поток — 2»
Moody’s отмечает, что новый санкционный закон США хотя и не блокирует строительство газопровода «Северный поток — 2», но создаёт риски его проектному финансированию, что может вылиться в задержку строительства.
С этим не в полной мере согласны эксперты Standard & Poor’s которые отмечают, что даже реально введённые американские санкции только в части финансирования проекта неспособны его остановить, так как Газпром и государственные российские банки располагают необходимыми средствами чтобы закончить проект самостоятельно.
Дэниел Фрид, бывший координатор разработки санкций против России в Госдепартаменте США в администрации Барака Обамы, считает, что сами санкции против газопровода не являются обязательными для Президента США, поэтому сами по себе санкционные инициативы США не способны остановить проект и, если он и будет отменён, то по инициативе самих Германии и Франции.
Эксперты Goldman Sachs считают, что влияние новых санкционных инициатив Конгресса США будет минимально, из-за низкой потребности России во внешнем кредитовании благодаря низкому госдолгу.
Также эксперты считают маловероятным введение каких-либо санкций Д. Трампом против газопровода без согласия Евросоюза, который, очевидно, не желает их.

## Реакция
Трамп назвал закон «дефектным» и считает, что Конгресс покушается на конституционные полномочия Президента США в части его исключительной компетенции в области внешней политики.
Дэниел Фрид, бывший координатор разработки санкций против России в Госдепартаменте США в администрации Барака Обамы, отмечает, что Конгресс США нарушил дипломатическую договорённость с Евросоюзом «не трогать газовый сектор» в санкционной политике.
МИДы Германии и Франции назвали этот закон вмешательством во внутренние дела ЕС.
Эта законодательная инициатива Конгресса США резко изменила электоральное восприятие санкций против России в ФРГ — 83 % немцев стали выступать против санкционной политики в отношении Кремля, а число поддерживащих их сократилось до 6 %, основной причиной электоральных изменений является восприятие политики США, как наносящей экономический ущерб Германии.